# Wasaka occulta
Espèce
Wasaka occulta est une espèce d'araignées aranéomorphes de la famille des Corinnidae.

## Distribution
Cette espèce est endémique de Tanzanie.

## Publication originale
- Haddad, 2013  : Taxonomic notes on the spider genus Messapus Simon, 1898 (Araneae, Corinnidae), with the description of the new genera Copuetta and Wasaka and the first cladistic analysis of Afrotropical Castianeirinae. Zootaxa, no 3688, p. 1-79.